# カール・フォン・ライヘンバッハ

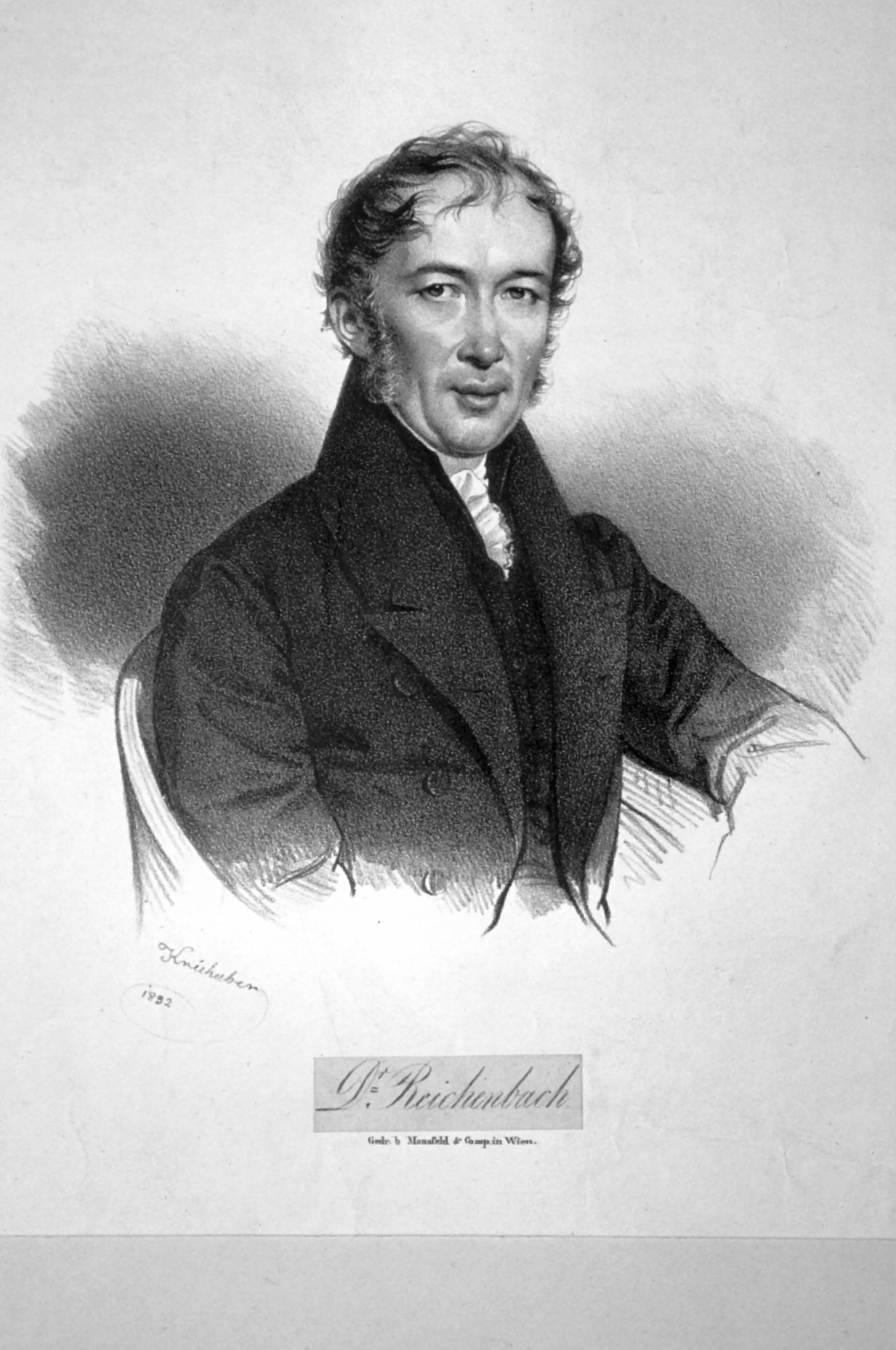
カール・フォン・ライヘンバッハ

カール・フォン・ライヘンバッハ（Karl Ludwig Freiherr von Reichenbach, 1788年2月12日 - 1869年1月19日）は、ドイツの化学者、地質学者、博物学者、実業家、哲学者である。
クレオソートやパラフィンなど多くの化学製品の精製を行った一方で、人間の精神に作用する未知の力（北欧神話の神、オーディンから Lebenskraft Od（オドの生命力：英語ではOdic force）と呼んだ）についての多くの著書を書いた。

## 生涯
シュトゥットガルトに生まれた。テュービンゲン大学在学中に南太平洋の島のひとつをドイツの植民地にするというプロジェクトに熱中した。工業技術を学ぶためにフランスやドイツの金属工場を訪れ、バーデン＝ヴュルテンベルクのハウザッハの製鉄業で働き、新しい炉の開発をおこなった。卒業後に現在のチェコのブランスコに移り、ザルム家のために鉄工業で働いた。この仕事のなかで、タールを精製し、クレオソートやパラフィン、フェノール混合物の防腐剤を発見した。この発見によって、多くの富を獲得し、1839年に貴族 (Freiherr) の称号を得た。
1833年11月15日にブランスコに隕石が落下した時、ライヘンバッハは強い関心を持ち、数日間、人々を雇って隕石を探させて発見した。さらに私財を投じて、多くの隕石のコレクションをつくった。鉄隕石の成分のカマサイト、テーナイト、プレッサイトなどの名称はライヘンバッハが命名した。1869年に鉱石のコレクションをテュービンゲンに寄付した。
1835年にウィーン郊外のコベンツル (de:Cobenzl) に屋敷を構えたが、屋敷の中で実験をおこなったので、ウィーンの住民は「コベンツルの魔法使い」(Zauberer vom Cobenzl) と呼んだ。
晩年はフランツ・アントン・メスメルのメスメリズムの影響を受けて、同時代の科学者、イェンス・ベルセリウスやグスタフ・フェヒナーと同じように、精神にはたらく力、「オドの力」と称する力に関する多くの著作を行った。ライプツィヒにて没。

## 著書
- Karl von Reichenbach: Das Kreosot: ein neuentdeckter Bestandtheil des gemeinen Rauches, des Holzessigs und aller Arten von Theer 1833
- Karl von Reichenbach: Geologische Mitteilungen aus Mähren Wien, 1834
- Karl von Reichenbach: Physikalisch-physiologische Untersuchungen über die Dynamide des Magnetismus, der Elektrizität, der Wärme, des Lichtes, der Krystallisation, des Chemismus in ihren Beziehungen zur Lebenskraft (Band 1 + Band 2) Braunschweig, 1850
- Karl von Reichenbach: Odisch-magnetische Briefe Stuttgart 1852, 1856; Ulm 1955
- Karl von Reichenbach: Der sensitive Mensch und sein Verhalten zum Ode Stuttgart und Tübingen (Band 1 1854 + Band 2 1855)
- Karl von Reichenbach: Köhlerglaube und Afterweisheit: Dem Herrn C. Vogt in Genf zur Antwort Wien, 1855
- Freiherr von Reichenbach: Wer ist sensitiv, wer nicht Wien, 1856
- Freiherr von Reichenbach: Odische Erwiederungen an die Herren Professoren Fortlage, Schleiden, Fechner und Hofrath Carus Wien, 1856
- Karl von Reichenbach: Die Pflanzenwelt in ihren Beziehungen zur Sensitivität und zum Ode Wien, 1858
- Karl von Reichenbach: Odische Begebenheiten zu Berlin in den Jahren 1861 und 1862 (PDF; 4,5 MB) Berlin, 1862
- Karl von Reichenbach: Aphorismen über Sensitivität und Od Wien, 1866
- Karl von Reichenbach: Die odische Lohe und einige Bewegungserscheinungen als neuentdeckte Formen des odischen Princips in der Natur Wien, 1867